# Буранбаєва Сара Абдулхаївна
Буранбаєва Сара Абдулхаївна (башк. Буранбаева Сара Абдулхай ҡыҙы; нар. 24 червня 1967, с. Альмухаметово Абзеліловського району Башкирської АРСР) — театральна актриса. Народна артистка Башкортостану (2009), член Спілки театральних діячів Росії (2007).

## Біографія
Буранбаєва Сара Абдулхаївна народилася 24 червня 1967 року в с. Альмухаметово Абзеліловського району Башкирської АРСР.
У 1989 році закінчила Уфимський інститут мистецтв (курс А.К. Лощенкова). Після закінчення інституту працювала в Національному молодіжному театрі Республіки Башкортостан, з 1998 року — в Башкирському державному академічному театрі драми імені М. Гафурі.

## Ролі у виставах
Кінья («Иҙеүкәй менән Мораҙым» — «Ідукай і Мурадим» М.А. Бурангулова; дебют, 1990), Нурія («Ҡатын-ҡыҙҙың ҡырҡ сыраһы» — «Сорок свічок надій моїх» Ф.М. Булякова), Назіра («Ҡыпсаҡ ҡыҙы» — «Дочка степів» А.Ш. Ягафарової), Хумай («Урал батыр» — «Урал-батир» Г.Г. Шафікова) та ін. Майстерністю перевтілення, драматизмом відрізнялася одна із значних ролей актриси на сцені Національного Молодіжного театру — Зойка-Зайнаб («Мөхәббәт исемлеге» — «Реєстр любові» Булякова). Ролі в кіно - і телефільмах: Санія («Миҙал» — «Медаль», 2000), Гаділя («Ай ҡыҙы» — «Дочка Місяця», 2001, 2002; обидва — ДТРК «Башкортостан»), Молодша мати («Оҙон-оҙаҡ бала сак» — «Довге-довге дитинство», к/ст «Башкортостан», 2005).

## Нагороди та звання
- Заслужена артистка Республіки Башкортостан (2009)
- Народна артистка Республіки Башкортостан (1994)